# Xanthocalanus pulcher
Xanthocalanus pulcher är en kräftdjursart som beskrevs av Esterly 1911. Xanthocalanus pulcher ingår i släktet Xanthocalanus och familjen Phaennidae. Inga underarter finns listade i Catalogue of Life.